# Baronie Ronse
De vrije heerlijkheid Ronse, vanaf 1549 de baronie Ronse, was een onafhankelijke enclave in het Land van Aalst. 

## De heerlijkheid Ronse
De heerlijkheid Ronse ontstond in 1280 toen de abdij Kornelimünster bij Aken zijn nog resterende bezittingen en rechten, het tenement, verkocht aan Gwijde van Dampierre. Hij gaf het gebied nog datzelfde jaar in leen aan zijn zoon Gwijde van Namen. In 1293 kocht Gwijde van Namen de stad Ronse af van de heer van Wattripont. De stad en de heerlijkheid Ronse was geboren. Ronse behield haar stedelijke vrijheid en autonomie en was tevens een uitgestrekte heerlijkheid met zeven lenen in de omliggende gemeenten en was zelf een leen van het graafschap Vlaanderen, gelegen binnen Rijks-Vlaanderen.
In 1402 verkocht Jan III van Namen de stad en de heerlijkheid Ronse echter aan Jean de la Hamaide voor 6.000 gouden écu. Jacques overleed kinderloos en de heerlijkheid verhuisde naar zijn oom Michel de la Hamaide. Vanwege een beweerde majesteitsschennis (in werkelijkheid had keizer Karel graaf Christoph van Roggendorf-Guntersdorfs echtgenote als maîtresse genomen) ontnam keizer Karel V in 1548 het domein aan Isabelle de la Hamaide en haar kleinzoon Christoph van Roggendorf  en stelde het te koop. 

## De baronie Ronse

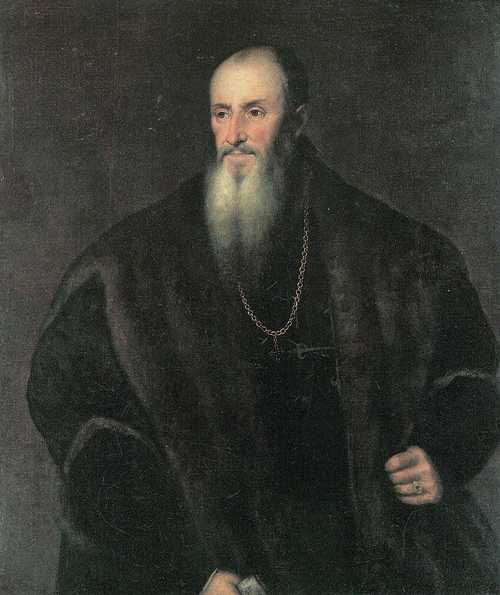
Nicolas Perrenot de Granvelle, schilderij door Titiaan uit 1548

In 1549 verwierf Nicolas Perrenot de Granvelle, vader van kardinaal Antoine Perrenot, de heerlijkheid, die door keizer Karel werd verheven tot baronie. Fréderic Perrenot, vijfde zoon van Nicolas de Granvelle, erfde Ronse. Emmanuel-Philibert De la Baume, graaf van Saint-Amour, trouwde met de enige dochter van Perrenot van wie hij de titel erfde tot zijn dood in 1622. Hij gaf het op zijn beurt door aan zijn zoon Jacques-Nicolas.
Op 28 maart 1629 werd de baronie verkocht aan graaf Jan van Nassau-Dillenbourg-Siegen, die zich als eerste heer op regelmatige basis in Ronse vestigde. Daartoe begon hij korte tijd na zijn blijde intrede in Ronse in april 1630 met de bouw van een monumentaal kasteel, dat moest gelden als voorouderlijk kasteel van de katholieke tak van de Nassaus in de Zuidelijke Nederlanden. Na de dood van Jan van Nassau in 1638 volgde Johan Frans Desideratus zijn vader op terwijl Ernestine Yolande van Ligne tot 1668 op het kasteel bleef wonen. Het was zij die na de pestepidemie in 1635-1636 de kapel van Onze-Lieve-Vrouw Wittentak liet bouwen. 
Na haar overlijden verblevende de heren van Ronse zo goed als niet meer in Ronse. Op 17 december 1699 stierf Johan Frans Desideratius en werden Frans Hugo van Nassau-Siegen, Alexis en Emanuel Ignaz baron van Ronse.  Pas op 11 oktober 1715 kreeg Frans Hugo de volledige controle over de baronie. Wanneer hij stierf ging de titel over naar Willem Hyacinth van Nassau-Siegen. 
Deze erfgenamen van Jan van Nassau waren verstrikt in langdurige en ingewikkelde processen over het eigendomsrecht van onder meer van de baronie en uiteindelijk werd de baronie verkocht aan de graven van Merode-Westerloo (1745-1795), die er hun blijde intredes niet te na gesproken, nooit verbleven hebben. De Merodes waren door huwelijk met het huis van Nassau-Siegen verwant waren. Jan Filips Eugeen van Merode was namelijk getrouwd met Charlotte-Eléonore-Wilhelmine-Alexandrine van Nassau-Hadamar, dochter van Willem Hyacinth zijn oudste zus Marie Leopoldine van Nassau-Siegen (1652-1675). 
Jan Willem van Merode-Westerloo, kocht de baronie in 1745 en liet de titel over aan Filips Maximiliaan van Merode. Hij stierf op 25 januari 1773 en liet de titel op zijn beurt over aan de Willem Charles Ghislain van Merode (1762-1830), die als laatste de titel baron van Ronse droeg. 
Na de Slag bij Fleurus in 1794 werd de baronie opgeheven door de Fransen. Willem Charles Ghislain van Merode tweede zoon, Felix Frederic de Merode heeft bijgedragen tot de grondwet van het onafhankelijk België.  Graaf Charles, kleinzoon van de laatste baron van Ronse, was hoofd van het huis Merode en was voorzitter van de Senaat.